# Kurt Svensson
Kurt Svensson (15 aprile 1927 – 11 luglio 2016) è stato un calciatore svedese, di ruolo attaccante.